# Michael Gómez
Michael Nike Gómez Vega (Barrancabermeja, 4 aprile 1997) è un calciatore colombiano, attaccante del Boyacá Chicó.

## Caratteristiche tecniche
È un centravanti.

## Carriera

### Club
Cresciuto nel settore giovanile dell'Envigado, ha esordito in prima squadra il 30 aprile 2015 in occasione del match di Copa Colombia vinto 2-1 contro l'Independiente Medellín.

### Nazionale
Con la nazionale Under-20 colombiana ha preso parte al campionato sudamericano 2017.